# Māschā'allāh ibn Atharī

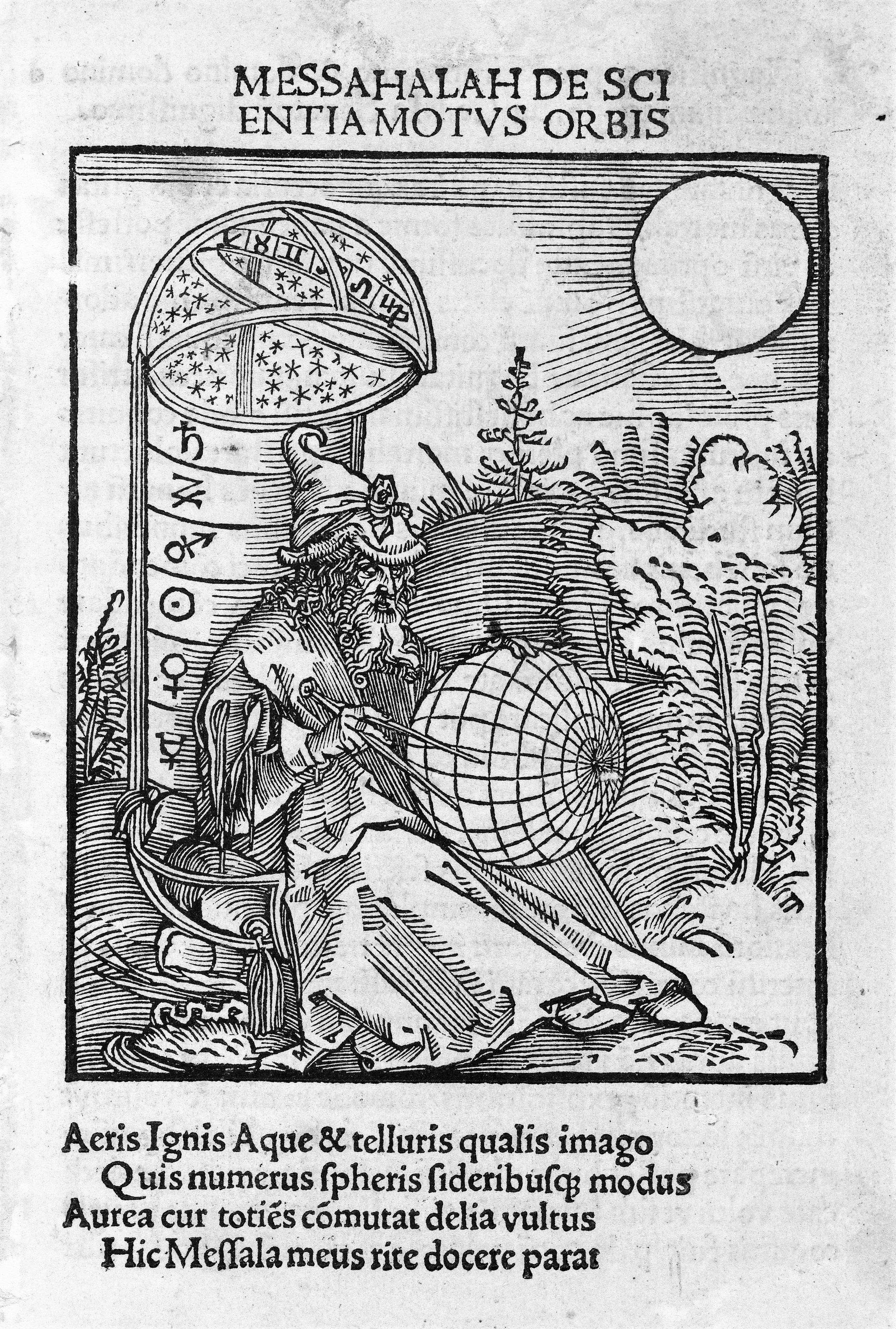
Frontispiz von De scientia motus orbis 1504 (Stich von Albrecht Dürer)

Māschā'allāh ibn Atharī (arabisch ماشاءالله بن أثري, DMG Māšā'a llāh ibn Aṯarī, * vor 762; † ca. 815) war ein persischer Astronom und Astrologe jüdischen Glaubens. In westeuropäischen Quellen hieß der abbasidische Jude Messahala (mit den Varianten Messahalla, Messala, Massala, Macellama, Macelarma und Messahalah).

## Leben und Wirken
Māschā'allāh (der jüdische Name war Manasse) lebte und wirkte im Reich der Abbasiden in der Stadt Basra im heutigen Irak.
Seine genauen Lebensdaten sind nicht bekannt. Er war beteiligt an den astrologischen Untersuchungen betreffend das Datum der Gründung der neuen Reichshauptstadt Bagdad am 30. Juli 762. In seinen Werken überlieferte Horoskope datieren zwischen 762 und 809. Zur Zeit von al-Ma'mūn, der 813 Kalif wurde, soll er nach Ibn an-Nadīm noch gelebt haben, weshalb man seinen Tod um 815 annimmt.
Ibn Atharī verfasste zahlreiche astrologische Werke, in denen er sowohl Konzepte der griechischen Astrologie, Astronomie und Philosophie aufnahm, als auch sassanidische und indische astrologische Quellen verarbeitete.
Seine Werke wurden im islamischen Raum als autoritativ betrachtet und wurden in lateinischer Übersetzung auch im Abendland intensiv rezipiert.
Der Mondkrater Messala ist nach Māschā'allāh ibn Atharī benannt.

## Werke

### Werkliste des Ibn an-Nadīm
Eine Liste mit arabischen Titeln seiner Werke wird von Ibn an-Nadīm in dessen Fihrist angegeben. Folgende Titel werden genannt:
- Kitā al-mawālid al-kabir („Großes Buch der Nativitäten“)
- Fi al-qirānāt wa ’l-adyān wa ’l-milal („Über Konjunktionen, Völker und Religionen“)
- Kitāb matrah al-shu’ā’ („Buch über die Projektion von Strahlen“)
- Kitāb al-ma’ānī („Buch der Definitionen“)
- Kitāb sana‘at al-asturlāb wa ’l-‘amal bihā (Buch über Konstruktion und Gebrauch des Astrolabiums)
- Kitāb dhāt al-halaq („Buch über die Armillarsphäre“)
- Kitā al-amtār wa ’l-riyāh („Buch über Regen und Winde“)
- Kitaāb alsahmayn („Buch über zwei Schicksale“)
- Kitāb al-ma’rūf bi’ wa’ l-’shrīn („Buch bekannt als die 27“)
- Kitāb al-̣hurūf („Über Buchstaben“)
- Kitāb al-suḷtān („Über Regierung“)
- Kitāb al-safar („Über Reisen“)
- Kitāb al-as’ār („Über Preise“)
- Kitāb al-mawālid („Über Nativitäten“)
- Kitāb tạhwīl sinī al-mawālīd („Über die Jahresläufe der Nativitäten“)
- Kitāb al-duwal wa ’l-milal („Über Dynastien und Religionen“)
- Kitaāb al-̣hukm ‘alā ’l-ijtimā’āt wa ’l-istiqbālāt („Über Bewertungen entsprechend der Konjunktionen und Oppositionen [der Sonne und des Mondes]“)
- Al-Kitāb al-murdī („Das erfreuliche Buch“)
- Kitāb al-şuwar wa ’l-̣hukm ’alāyhā („Über Konstellationen und ihre Bewertungen“)

### Lateinische Übersetzungen
- De revolutionibus annorum mundi (Übersetzung eines verlorenen Werkes[3])
- Epistola de rebus eclipsium oder De ratione circuli et stellarum (Übersetzung von Johannes Hispalensis)[3]; hebräische Übersetzung von Abraham ibn Esra von 1148[4]
- Super significationibus planetarum in nativitate (Übersetzung von Johannes Hispalensis[5])
- De septem planetis
- De receptione (Übersetzung von Johannes Hispalensis[3])
- De scientia motus orbis oder De elementis et orbibus coelestibus (Übersetzung von Gerhard von Cremona[6])
- De electionibus (zweifelhafte Zuschreibung)

Die folgenden Übersetzungen gehen vermutlich auf Teile des Kitāb al-ma’rūf bi’ wa’ l-’shrīn („Buch bekannt als die 27“) zurück:
- De cogitationibus oder De interrogationibus
- De occultis
- Liber iudiciorum
- De interpretationibus

## Ausgaben
- Works of Sahl and Masha'allah. Übersetzung von Benjamin Dykes. Cazimi Press, Golden Valley, MN, 2008.
- Masha'allah: On Reception. Übersetzung von Robert Hand. ARHAT Publications, Reston, VA, 1998.
- Edward Stewart Kennedy, David Pingree: The astrological history of Māshāʾallāh. Harvard University Press, Cambridge, Mass. 1971, ISBN 0-674-05025-8. Nachdruck: 2014, ISBN 978-0-674-86396-5.